# Mellow (Maria Mena)
Mellow è il secondo album in studio della cantante norvegese Maria Mena, pubblicato nel 2004.

## Tracce
1. What's Another Day – 2:54
2. Just a Little Bit – 3:57
3. You're the Only One – 2:45
4. Come in Over Me – 1:45
5. Patience – 3:49
6. Take You with Me – 2:59
7. Shadow – 3:39
8. Lose Control – 2:38
9. So Sweet (feat. Thomas Dybdahl) – 4:46
10. Your Glasses – 4:00
11. Sorry – 2:54
12. A Few Small Bruises – 3:57